# Ariel Uribe
Ariel Alfonso Uribe Lepe (* 14. Februar 1999 in Valparaíso) ist ein chilenischer Fußballspieler. Der offensive Mittelfeldspieler oder Rechtsaußen ist seit Februar 2025 chilenischer Nationalspieler.

## Karriere

### Verein
Ariel Uribe begann seine Karriere als Amateur in Valparaíso, bevor er in der Filiale der Universidad Católica in Quilpué wechselte und später in die Jugendabteilung des Klubs spielte. Aufgrund weniger Einsatzmöglichkeiten ging er zu den Santiago Wanderers, wo er 2017 mit 17 Jahren in der Clausura 2017 in die erste Mannschaft befördert wurde. Sein Profidebüt gab er in der Copa Chile 2017, die die Wanderers gewannen.
Nach nur zwei Spielen für die Wanderers wechselte er ablösefrei nach Mexiko und schloss sich Atlético Morelia an, wo er in der U20-Mannschaft spielte. Nach seiner Ausbildung in Mexiko kehrte er 2019 nach Chile zurück und wurde an Deportes Antofagasta verliehen. Nach einer weiteren Leihe von Morelia, dessen Lizenz vom Mazatlán FC erworben wurde, zu Deportes Antofagasta wurde er 2022 fest von den Pumas verpflichtet. Nach dem Abstieg des Teams wechselte er 2023 und 2024 auf Leihbasis zu Unión Española. Im Dezember 2024 wurde er fest verpflichtet.

### Nationalmannschaft
Uribe gewann mit der U20-Nationalmannschaft die Goldmedaille bei den Südamerikaspielen 2018 in Bolivien gewonnen
In der A-Nationalmannschaft debütierte er im Februar 2025 beim Freundschaftsspiel gegen Panama und erzielte beim 6:1-Erfolg den 2:0-Führungstreffer in der fünften Spielminute.

## Erfolge
Santiago Wanderers
- Chilenischer Pokalsieger: 2017

Chile U20
- Südamerikaspiele: Goldmedaille 2018

## Sonstiges
Sein Cousin Mario Lepe ist ehemaliger Fußballspieler und arbeitet als Jugendscout bei seinem langjährigen Verein Universidad Católica.